# Distretto di Gurziwan
Il distretto di Gurziwan è un distretto dell'Afghanistan appartenente alla provincia del Faryab. Viene stimata una popolazione di 73.700  abitanti (dato 2012-13).